# 井川良久
井川 良久（いかわ よしひさ、1931年6月1日 - 2009年2月21日）は、元NHKアナウンサー。

## 人物
陸軍幼年学校と早稲田大学に在籍後に、1955年、NHK入局。落ち着いた低音の語り口は、高度成長期の多くの人々の印象に刻まれた。

## 過去の担当番組
- NHKきょうのニュース（曜日不定 1968.4 - 1972.3）
- スタジオ102（メインキャスター 1972.4.3 - 1975.4.5）
- 新日本紀行（ナレーション）